# Orleans (album uit 1980)
Orleans is een studioalbum van Orleans. Om het te onderscheiden van de albums Orleans en Orleans II wordt het soms aangeduid als Orleans 1980. Het album is mede-geproduceerd door muziekproducent Robin Lumley. Lumley kreeg voornamelijk bekendheid vanwege zijn betrokkenheid bij de avontuurlijke jazzrockformatie Brand X. Hij kreeg bij Orleans te maken met minder avontuurlijke muziek. Hij schakelde tijdens de afronding van het album twee maatjes in uit Brand X: Morris Pert en Phil Collins.  Orleans had ten tijde van uitgifte van het album te maken met een failliet Infinity Records, het platenlabel waarbij ze aangesloten waren. MCA Records slokte het op, maar deed weinig aan promotie voor de Infinity-artiesten.
Het album is grotendeels opgenomen in de Cabin-on-the cliff-geluidsstudio in Woodstock (New York) en de Trident Studio in Londen. Het werd het laatste album met Kelly.

## Musici
De band is gereduceerd tot slechts drie leden, maar ex-leden speelden nog wel hun partijtje mee:
- Larry Hoppen – zang, gitaar
- Lance Hoppen – zang, basgitaar
- Wells Kelly – slagwerk, zang

Met
- Gerardo Velez – percussie (A1,A2)
- Lane Hoppen – achtergrondzang (A1)
- John Hall – gitaar (A2, A4, A5,B1, B2)
- Rick Marotta – drums (A3)
- Jay Beckenstein – saxofoon (A5) (van labelgenoot Spyro Gyra)
- R.A. Martin, Bill Brown, Basil Tyler – hoorns (A5); Martin ook op B1
- Bob Leinbach – achtergrondzang (A5, B1)
- Jerry Marotta – drums (B1,B2)
- Morris Pert – percussie (B4)
- Phil Collins – achtergrondzang (B4)

## Muziek
| Nr. | Titel                                                   | Duur |
| --- | ------------------------------------------------------- | ---- |
| 1.  | No ordinary lady (Leinbach, Larry Hoppen)               | 4:40 |
| 2.  | When are you coming home? (Larry Hoppen, Marilyn Mason) | 3:50 |
| 3.  | Bustin’ loose (Kelly, Sherman Kelly)                    | 4:10 |
| 4.  | Dukie’s tune (Kelly)                                    | 2:09 |
| 5.  | You’ve been runnin’ (Leinbach, Larry Hoppen, Mason)     | 5:07 |

| Nr. | Titel                                                               | Duur |
| --- | ------------------------------------------------------------------- | ---- |
| 1.  | Come on over (Larry Hoppen, Mason, Leinbach)                        | 4:06 |
| 2.  | Ann Marie (Lance Hoppen)                                            | 4:18 |
| 3.  | Oughta daughta (think I will) (Kelly, Sherman Kelly, Dave Robinson) | 4:45 |
| 4.  | Wind (Mason, Larry Hoppen, Leinbach)                                | 4:32 |
| 5.  | Change your mind (Lance Hoppen)                                     | 3:46 |